# سلوگین

سلوگین شهری در شهرستان دولوگو در استان بازگا در بورکینافاسوی مرکزی است و جمعیت آن ۴۵۴ نفر است.